# Jakow Worobjow
Jakow Zinowjewicz Worobjow (ros. Я́ков Зино́вьевич Воробьёв, ur. 17 listopada 1885 w guberni kijowskiej, zm. 20 września 1919 w Kursku) – rewolucjonista Imperium Rosyjskiego, funkcjonariusz Czeki.

## Życiorys
Początkowo był członkiem Bundu, a od 1907 SDPRR. Aresztowany i skazany na zesłanie do guberni archangielskiej, w 1910 skończył szkołę dentystyczną w Odessie, 24 grudnia 1916 ponownie aresztowany, 16 marca 1917 amnestionowany po rewolucji lutowej. Od marca 1917 sekretarz rejonowego komitetu SDPRR(b) w Niżnym Nowogrodzie, naczelnik Kanawinskiej Czerwonej Gwardii w Niżnym Nowogrodzie, 1918 szef Wydziału Politycznego Sztabu Wojskowo-Rewolucyjnego przy Komitecie Wykonawczym Niżnonowogrodzkiej Rady Gubernialnej, w lutym-marcu 1918 szef Sztabu Wojskowo-Rewolucyjnego przy Komitecie Wykonawczym Niżnonowogrodzkiej Rady Gubernialnej, jednocześnie do 20 marca 1918 przewodniczący Kolegium ds. Walki z Kontrrewolucją Komitetu Wykonawczego Niżnonowogrodzkiej Rady Gubernialnej. Od 24 marca 1918 do 5 stycznia 1919 przewodniczący niżnonowogrodzkiej gubernialnej Czeki, od 28 marca do 3 września 1919 ponownie przewodniczący niżnonowogrodzkiej gubernialnej Czeki, następnie wyznaczony na przewodniczącego woroneskiej gubernialnej Czeki, jednak zanim zdążył objąć funkcję, został zabity przez białych Kozaków.